# Chile a 2024. évi nyári olimpiai játékokon
Chile a franciaországi Párizsban megrendezett 2024. évi nyári olimpiai játékok egyik részt vevő nemzete volt. Az országot az olimpián 19 sportágban 48 sportoló képviselte, akik összesen 2 érmet szereztek.

## Érmesek
| Érem  | Versenyző          | Sportág       | Versenyszám               |
| ----- | ------------------ | ------------- | ------------------------- |
| Arany | Francisca Crovetto | Sportlövészet | Női skeet                 |
| Ezüst | Yasmani Acosta     | Birkózás      | Férfi kötöttfogás, 130 kg |

## Asztalitenisz
Férfi
| Versenyző      | Versenyszám | Selejtező         | 64-es főtábla                                       | 32-es főtábla     | Nyolcaddöntő      | Negyeddöntő       | Elődöntő          | Döntő             | Helyezés |
| Versenyző      | Versenyszám | Ellenfél Eredmény | Ellenfél Eredmény                                   | Ellenfél Eredmény | Ellenfél Eredmény | Ellenfél Eredmény | Ellenfél Eredmény | Ellenfél Eredmény | Helyezés |
| -------------- | ----------- | ----------------- | --------------------------------------------------- | ----------------- | ----------------- | ----------------- | ----------------- | ----------------- | -------- |
| Nicolás Burgos | Egyes       | erőnyerő          | Kirill Gerassimenko (KAZ) · 4–11, 5–11, 10–12, 6–11 | kiesett           | kiesett           | kiesett           | kiesett           | kiesett           | 33.      |

Női
| Versenyző          | Versenyszám | Selejtező                                              | 64-es főtábla                           | 32-es főtábla     | Nyolcaddöntő      | Negyeddöntő       | Elődöntő          | Döntő             | Helyezés |
| Versenyző          | Versenyszám | Ellenfél Eredmény                                      | Ellenfél Eredmény                       | Ellenfél Eredmény | Ellenfél Eredmény | Ellenfél Eredmény | Ellenfél Eredmény | Ellenfél Eredmény | Helyezés |
| ------------------ | ----------- | ------------------------------------------------------ | --------------------------------------- | ----------------- | ----------------- | ----------------- | ----------------- | ----------------- | -------- |
| María Paulina Vega | Egyes       | erőnyerő                                               | Mo Zhang (CAN) · 7–11, 5–11, 7–11, 8–11 | kiesett           | kiesett           | kiesett           | kiesett           | kiesett           | 33.      |
| Zhiying Zeng       | Egyes       | Mariana Sahakian (LBN) · 11–4, 12–14, 5–11, 3–11, 8–11 | kiesett                                 | kiesett           | kiesett           | kiesett           | kiesett           | kiesett           | 65.      |

## Atlétika
Férfi
| Versenyző     | Versenyszám | Előfutam | Előfutam | Előfutam | Vigaszág | Vigaszág | Vigaszág | Elődöntő | Elődöntő | Elődöntő | Döntő   | Döntő    |
| Versenyző     | Versenyszám | Idő      | Hely.    | Össz.    | Idő      | Hely.    | Össz.    | Idő      | Hely.    | Össz.    | Idő     | Helyezés |
| ------------- | ----------- | -------- | -------- | -------- | -------- | -------- | -------- | -------- | -------- | -------- | ------- | -------- |
| Martín Sáenz  | 110 m gát   | 13,83    | 8.       | 35.      | 13,95    | 6.       | 36.      | kiesett  | kiesett  | kiesett  | kiesett | kiesett  |
| Hugo Catrileo | Maraton     |          |          |          |          |          |          |          |          |          | 2:15:44 | 59.      |
| Carlos Díaz   | Maraton     |          |          |          |          |          |          |          |          |          | 2:14:25 | 53.      |

| Versenyző         | Versenyszám   | Selejtező                | Selejtező                | Döntő    | Döntő    |
| Versenyző         | Versenyszám   | Eredmény                 | Helyezés                 | Eredmény | Helyezés |
| ----------------- | ------------- | ------------------------ | ------------------------ | -------- | -------- |
| Claudio Romero    | Diszkoszvetés | érvényes kísérlet nélkül | érvényes kísérlet nélkül | kiesett  | kiesett  |
| Gabriel Kehr      | Kalapácsvetés | 72,31 m                  | 20.                      | kiesett  | kiesett  |
| Humberto Mansilla | Kalapácsvetés | 71,83 m                  | 24.                      | kiesett  | kiesett  |

Női
| Versenyző    | Versenyszám | Előfutam | Előfutam | Előfutam | Vigaszág | Vigaszág | Vigaszág | Elődöntő | Elődöntő | Elődöntő | Döntő   | Döntő    |
| Versenyző    | Versenyszám | Idő      | Hely.    | Össz.    | Idő      | Hely.    | Össz.    | Idő      | Hely.    | Össz.    | Idő     | Helyezés |
| ------------ | ----------- | -------- | -------- | -------- | -------- | -------- | -------- | -------- | -------- | -------- | ------- | -------- |
| Martina Weil | 400 m       | 51,15    | 4.       | 23.      | 51,79    | 6.       | 35.      | kiesett  | kiesett  | kiesett  | kiesett | kiesett  |

| Versenyző      | Versenyszám | Selejtező | Selejtező | Döntő    | Döntő    |
| Versenyző      | Versenyszám | Eredmény  | Helyezés  | Eredmény | Helyezés |
| -------------- | ----------- | --------- | --------- | -------- | -------- |
| Natalia Duco   | Súlylökés   | 16,11 m   | 30.       | kiesett  | kiesett  |
| Ivana Gallardo | Súlylökés   | 17,47 m   | 18.       | kiesett  | kiesett  |

## Birkózás
Férfi
Kötöttfogású
| Versenyző      | Versenyszám | Nyolcaddöntő               | Negyeddöntő                    | Elődöntő                                 | Vigaszág elődöntő | Bronz- mérkőzés   | Döntő                    | Helyezés |
| Versenyző      | Versenyszám | Ellenfél Eredmény          | Ellenfél Eredmény              | Ellenfél Eredmény                        | Ellenfél Eredmény | Ellenfél Eredmény | Ellenfél Eredmény        | Helyezés |
| -------------- | ----------- | -------------------------- | ------------------------------ | ---------------------------------------- | ----------------- | ----------------- | ------------------------ | -------- |
| Néstor Almanza | 67 kg       | Valentin Petic (MDA) · 0–4 | kiesett                        | kiesett                                  | kiesett           | kiesett           | kiesett                  | 13.      |
| Yasmani Acosta | 130 kg      | Kiril Milov (BUL) · 1–1    | Abdellatif Mohamed (EGY) · 2–1 | Meng Ling-csö (Meng Lingzhe) (CHN) · 1–1 |                   |                   | Mijaín López (CUB) · 0–6 |          |

## Cselgáncs
Férfi
| Versenyző      | Versenyszám  | 32-es főtábla                     | Nyolcaddöntő      | Negyeddöntő       | Elődöntő          | Vigaszág elődöntő | Bronz- mérkőzés   | Döntő             | Helyezés |
| Versenyző      | Versenyszám  | Ellenfél Eredmény                 | Ellenfél Eredmény | Ellenfél Eredmény | Ellenfél Eredmény | Ellenfél Eredmény | Ellenfél Eredmény | Ellenfél Eredmény | Helyezés |
| -------------- | ------------ | --------------------------------- | ----------------- | ----------------- | ----------------- | ----------------- | ----------------- | ----------------- | -------- |
| Thomas Briceño | Félnehézsúly | Piotr Kuczera (POL) · 00(2)–10(0) | kiesett           | kiesett           | kiesett           | kiesett           | kiesett           | kiesett           | 17.      |

Női
| Versenyző       | Versenyszám | 32-es főtábla                      | Nyolcaddöntő      | Negyeddöntő       | Elődöntő          | Vigaszág elődöntő | Bronz- mérkőzés   | Döntő             | Helyezés |
| Versenyző       | Versenyszám | Ellenfél Eredmény                  | Ellenfél Eredmény | Ellenfél Eredmény | Ellenfél Eredmény | Ellenfél Eredmény | Ellenfél Eredmény | Ellenfél Eredmény | Helyezés |
| --------------- | ----------- | ---------------------------------- | ----------------- | ----------------- | ----------------- | ----------------- | ----------------- | ----------------- | -------- |
| Mary Dee Vargas | Légsúly     | Laura Martínez (ESP) · 00(2)–01(0) | kiesett           | kiesett           | kiesett           | kiesett           | kiesett           | kiesett           | 17.      |

## Evezés
Férfi
| Versenyző                  | Versenyszám              | Előfutam | Előfutam | Vigaszág | Vigaszág | Elődöntő      | Elődöntő      | Elődöntő      | Döntő | Döntő   | Döntő | Helyezés |
| Versenyző                  | Versenyszám              | Idő      | Hely.    | Idő      | Hely.    | Típus         | Idő           | Hely.         | Típus | Idő     | Hely. | Helyezés |
| -------------------------- | ------------------------ | -------- | -------- | -------- | -------- | ------------- | ------------- | ------------- | ----- | ------- | ----- | -------- |
| Eber Sanhueza César Abaroa | Könnyűsúlyú kétpárevezős | 6:46,90  | 4.       | 6:58,78  | 4.       | nem jutott be | nem jutott be | nem jutott be | C     | 6:28,00 | 1.    | 13.      |

Női
| Versenyző                      | Versenyszám              | Előfutam | Előfutam | Vigaszág | Vigaszág | Elődöntő | Elődöntő | Elődöntő | Döntő | Döntő   | Döntő | Helyezés |
| Versenyző                      | Versenyszám              | Idő      | Hely.    | Idő      | Hely.    | Típus    | Idő      | Hely.    | Típus | Idő     | Hely. | Helyezés |
| ------------------------------ | ------------------------ | -------- | -------- | -------- | -------- | -------- | -------- | -------- | ----- | ------- | ----- | -------- |
| Melita Abraham Antonia Abraham | Kormányos nélküli kettes | 7:23,01  | 3.       | erőnyerő | erőnyerő | A/B      | 7:26,82  | 4.       | B     | 7:10,45 | 3.    | 9.       |

## Golf
| Versenyző       | Versenyszám  | 1. forduló | 1. forduló | 2. forduló | 2. forduló | 3. forduló | 3. forduló | 4. forduló | 4. forduló | Összesen | Összesen | Összesen |
| Versenyző       | Versenyszám  | Pont       | Par        | Pont       | Par        | Pont       | Par        | Pont       | Par        | Pontszám | Par      | Helyezés |
| --------------- | ------------ | ---------- | ---------- | ---------- | ---------- | ---------- | ---------- | ---------- | ---------- | -------- | -------- | -------- |
| Joaquín Niemann | Férfi egyéni | 66         | −5         | 70         | −1         | 68         | −3         | 68         | −3         | 272      | −12      | =9.      |
| Mito Pereira    | Férfi egyéni | 69         | −2         | 76         | +5         | 74         | +3         | 66         | −5         | 285      | +1       | =45.     |

## Íjászat
Férfi
| Versenyző       | Versenyszám | Selejtező | Selejtező | 64-es főtábla               | 32-es főtábla     | Nyolcaddöntő      | Negyeddöntő       | Elődöntő          | Döntő             | Helyezés |
| Versenyző       | Versenyszám | Pont      | Kiemelés  | Ellenfél Eredmény           | Ellenfél Eredmény | Ellenfél Eredmény | Ellenfél Eredmény | Ellenfél Eredmény | Ellenfél Eredmény | Helyezés |
| --------------- | ----------- | --------- | --------- | --------------------------- | ----------------- | ----------------- | ----------------- | ----------------- | ----------------- | -------- |
| Andrés Gallardo | Egyéni      | 641       | 57.       | Mete Gazoz (TUR) (8.) · 0–6 | kiesett           | kiesett           | kiesett           | kiesett           | kiesett           | 33.      |

## Kajak-kenu

### Gyorsasági
Női
| Versenyző                   | Versenyszám       | Előfutam | Előfutam | Előfutam | Negyeddöntő | Negyeddöntő | Negyeddöntő | Elődöntő | Elődöntő | Elődöntő | Döntő | Döntő   | Döntő    | Helyezés |
| Versenyző                   | Versenyszám       | Idő      | Hely.    | Össz.    | Idő         | Hely.       | Össz.       | Idő      | Hely.    | Össz.    | Típus | Idő     | Helyezés | Helyezés |
| --------------------------- | ----------------- | -------- | -------- | -------- | ----------- | ----------- | ----------- | -------- | -------- | -------- | ----- | ------- | -------- | -------- |
| María Mailliard             | Kenu egyes 200 m  | 46,50    | 2.       | 4.       | erőnyerő    | erőnyerő    | erőnyerő    | 46,76    | 6.       | 13.      | B     | 46,77   | 4.       | 12.      |
| Karen Roco                  | Kenu egyes 200 m  | 47,55    | 5.       | 12.      | 47,73       | 2.          | 5.          | 47,63    | 7.       | 15.      | B     | 48,25   | 7.       | 15.      |
| María Mailliard Paula Gómez | Kenu kettes 500 m | 2:00,28  | 4.       | 9.       | 2:00,82     | 2.          | 6.          | 1:58,10  | 5.       | 10.      | B     | 2:05,02 | 4.       | 12.      |

## Kerékpározás

### BMX
Pálya
| Versenyző       | Versenyszám | Negyeddöntő | Negyeddöntő | Vigaszág | Vigaszág | Elődöntő           | Elődöntő | Döntő   | Döntő    | Helyezés |
| Versenyző       | Versenyszám | Pont        | Helyezés    | Idő      | Helyezés | Pont               | Helyezés | Idő     | Helyezés | Helyezés |
| --------------- | ----------- | ----------- | ----------- | -------- | -------- | ------------------ | -------- | ------- | -------- | -------- |
| Mauricio Molina | Férfi       | 17          | 18.         | 33,881   | 3.       | 28 (nem ért célba) | 16.      | kiesett | kiesett  | 16.      |

Szabadgyakorlat
| Versenyző              | Versenyszám | Selejtező | Selejtező | Döntő | Döntő | Helyezés |
| Versenyző              | Versenyszám | Pont      | Hely.     | Pont  | Hely. | Helyezés |
| ---------------------- | ----------- | --------- | --------- | ----- | ----- | -------- |
| Macarena Perez Grasset | Női         | 84,24     | 7.        | 84,55 | 5.    | 5.       |

### Hegyi-kerékpározás
| Versenyző       | Versenyszám        | Idő     | Helyezés |
| --------------- | ------------------ | ------- | -------- |
| Martín Vidaurre | Férfi terepverseny | 1:29:00 | 11.      |

### Országúti kerékpározás
Női
| Versenyző     | Versenyszám   | Idő              | Helyezés |
| ------------- | ------------- | ---------------- | -------- |
| Catalina Soto | Mezőnyverseny | 4:09:49 (+10:26) | 60.      |

## Lovaglás
Díjugratás
| Versenyző           | Ló                     | Versenyszám | Selejtező | Selejtező | Selejtező | Döntő       | Döntő       | Döntő       | Döntő     | Döntő     | Döntő     | Végeredmény |
| Versenyző           | Ló                     | Versenyszám | Selejtező | Selejtező | Selejtező | Alapverseny | Alapverseny | Alapverseny | Szétugrás | Szétugrás | Szétugrás | Végeredmény |
| Versenyző           | Ló                     | Versenyszám | Bünt.     | Idő       | Hely.     | Bünt.       | Idő         | Hely.       | Bünt.     | Idő       | Hely.     | Helyezés    |
| ------------------- | ---------------------- | ----------- | --------- | --------- | --------- | ----------- | ----------- | ----------- | --------- | --------- | --------- | ----------- |
| Agustín Covarrubias | Nelson du Petit Vivier | Egyéni      | 31        | 81,68     | 65.       | kiesett     | kiesett     | kiesett     |           |           |           | 65.         |

## Öttusa
| Versenyző      | Versenyszám | Vívás (V) | Vívás (V) | Selejtező | Selejtező | Selejtező | Selejtező | Selejtező | Selejtező        | Selejtező        | Selejtező        | Selejtező | Selejtező | Selejtező | Selejtező      | Selejtező      | Selejtező      | Selejtező      | Selejtező   | Selejtező |
| Versenyző      | Versenyszám | Vívás (V) | Vívás (V) | Csoport   | Lovaglás  | Lovaglás  | Lovaglás  | Lovaglás  | Bónusz vívás (B) | Bónusz vívás (B) | Bónusz vívás (B) | Úszás     | Úszás     | Úszás     | Futás/Lövészet | Futás/Lövészet | Futás/Lövészet | Futás/Lövészet | Összesen    | Összesen  |
| Versenyző      | Versenyszám | Eredmény  | Pont      | Csoport   | Idő       | Hibapont  | Pont      | Hely.     | Eredmény         | Pont             | V+B Hely.        | Idő       | Pont      | Hely.     | Lövőhiba       | Idő            | Pont           | Hely.          | Összes pont | Helyezés  |
| -------------- | ----------- | --------- | --------- | --------- | --------- | --------- | --------- | --------- | ---------------- | ---------------- | ---------------- | --------- | --------- | --------- | -------------- | -------------- | -------------- | -------------- | ----------- | --------- |
| Esteban Bustos | Férfi       | 13–22     | 190       | B         | 72,56     | 19        | 281       | 16.       | 1–1              | 2                | 17.              | 2:09,70   | 291       | 17.       | 15             | 10:46,96       | 654            | 17.            | 1418        | 16.       |
| Versenyző      | Versenyszám | Vívás (V) | Vívás (V) | Döntő     | Döntő     | Döntő     | Döntő     | Döntő     | Döntő            | Döntő            | Döntő            | Döntő     | Döntő     | Döntő     | Döntő          | Döntő          | Döntő          | Döntő          | Döntő       | Döntő     |
| Versenyző      | Versenyszám | Vívás (V) | Vívás (V) | Csoport   | Lovaglás  | Lovaglás  | Lovaglás  | Lovaglás  | Bónusz vívás (B) | Bónusz vívás (B) | Bónusz vívás (B) | Úszás     | Úszás     | Úszás     | Futás/Lövészet | Futás/Lövészet | Futás/Lövészet | Futás/Lövészet | Összesen    | Összesen  |
| Versenyző      | Versenyszám | Eredmény  | Pont      | Csoport   | Idő       | Hibapont  | Pont      | Hely.     | Eredmény         | Pont             | V+B Hely.        | Idő       | Pont      | Hely.     | Lövőhiba       | Idő            | Pont           | Hely.          | Összes pont | Helyezés  |
| Esteban Bustos | Férfi       | 13–22     | 190       |           | kiesett   | kiesett   | kiesett   | kiesett   | kiesett          | kiesett          | kiesett          | kiesett   | kiesett   | kiesett   | kiesett        | kiesett        | kiesett        | kiesett        | 1418        | 32.       |

## Röplabda

### Strandröplabda

#### Férfi
| Versenyző                     | Csoportkör | Csoportkör | 16 közé jutásért                                                     | Nyolcaddöntő                                                | Negyeddöntő       | Elődöntő          | Döntő             | Helyezés |
| Versenyző                     | Ellenfél Eredmény | Hely.      | Ellenfél Eredmény                                                    | Ellenfél Eredmény                                           | Ellenfél Eredmény | Ellenfél Eredmény | Ellenfél Eredmény | Helyezés |
| ----------------------------- | --- | ---------- | -------------------------------------------------------------------- | ----------------------------------------------------------- | ----------------- | ----------------- | ----------------- | -------- |
| Esteban Grimalt Marco Grimalt | B csoport · Norvégia (NOR) · Anders Mol · Christian Sørum · 14–21, 16–21 · Hollandia (NED) · Matthew Immers · Steven van de Velde · 19–21, 16–21 · Olaszország (ITA) · Adrian Carambula · Alex Ranghieri · 21–15, 23–21 | 3.         | Kanada (CAN) · Daniel Dearing · Sam Schachter · 21–1, 21–0 (feladta) | Katar (QAT) · Ahmed Tijan · Cherif Younousse · 14–21, 13–21 | kiesett           | kiesett           | kiesett           | 9.       |

## Sportlövészet
Férfi
| Versenyző            | Versenyszám | Selejtező | Selejtező | Döntő   | Döntő    |
| Versenyző            | Versenyszám | Pont      | Helyezés  | Pont    | Helyezés |
| -------------------- | ----------- | --------- | --------- | ------- | -------- |
| Diego Santiago Parra | Légpisztoly | 568       | 27.       | kiesett | kiesett  |

Női
| Versenyző          | Versenyszám | Selejtező | Selejtező | Döntő  | Döntő    |
| Versenyző          | Versenyszám | Pont      | Helyezés  | Pont   | Helyezés |
| ------------------ | ----------- | --------- | --------- | ------ | -------- |
| Francisca Crovetto | Skeet       | 120(+8)   | 5.        | 55(+7) |          |

## Taekwondo
Férfi
| Versenyző         | Versenyszám | Selejtező         | Nyolcaddöntő                         | Negyeddöntő       | Elődöntő          | Vigaszág elődöntő | Bronz- mérkőzés   | Döntő             | Helyezés |
| Versenyző         | Versenyszám | Ellenfél Eredmény | Ellenfél Eredmény                    | Ellenfél Eredmény | Ellenfél Eredmény | Ellenfél Eredmény | Ellenfél Eredmény | Ellenfél Eredmény | Helyezés |
| ----------------- | ----------- | ----------------- | ------------------------------------ | ----------------- | ----------------- | ----------------- | ----------------- | ----------------- | -------- |
| Joaquín Churchill | Váltósúly   | erőnyerő          | Szon Gonu (Seo Geon-woo) (KOR) · 1–2 | kiesett           | kiesett           | kiesett           | kiesett           | kiesett           | 11.      |

Női
| Versenyző        | Versenyszám | Nyolcaddöntő          | Negyeddöntő       | Elődöntő          | Vigaszág elődöntő | Bronz- mérkőzés   | Döntő             | Helyezés |
| Versenyző        | Versenyszám | Ellenfél Eredmény     | Ellenfél Eredmény | Ellenfél Eredmény | Ellenfél Eredmény | Ellenfél Eredmény | Ellenfél Eredmény | Helyezés |
| ---------------- | ----------- | --------------------- | ----------------- | ----------------- | ----------------- | ----------------- | ----------------- | -------- |
| Fernanda Aguirre | Nehézsúly   | Nafia Kuş (TUR) · 1–2 | kiesett           | kiesett           | kiesett           | kiesett           | kiesett           | 11.      |

## Tenisz
Férfi
| Versenyző                      | Versenyszám | 64-es főtábla                        | 32-es főtábla                                                                   | Nyolcaddöntő                                                              | Negyeddöntő       | Elődöntő          | Bronz- mérkőzés   | Döntő             | Helyezés |
| Versenyző                      | Versenyszám | Ellenfél Eredmény                    | Ellenfél Eredmény                                                               | Ellenfél Eredmény                                                         | Ellenfél Eredmény | Ellenfél Eredmény | Ellenfél Eredmény | Ellenfél Eredmény | Helyezés |
| ------------------------------ | ----------- | ------------------------------------ | ------------------------------------------------------------------------------- | ------------------------------------------------------------------------- | ----------------- | ----------------- | ----------------- | ----------------- | -------- |
| Tomás Barrios Vera             | Egyes       | Francisco Cerúndolo (ARG) · 2–6, 1–6 | kiesett                                                                         | kiesett                                                                   | kiesett           | kiesett           | kiesett           | kiesett           | 33.      |
| Nicolás Jarry                  | Egyes       | Alexei Popyrin (AUS) · 3–6, 6–7(5–7) | kiesett                                                                         | kiesett                                                                   | kiesett           | kiesett           | kiesett           | kiesett           | 33.      |
| Alejandro Tabilo               | Egyes       | Roman Szafiullin (AIN) · 4–6, 4–6    | kiesett                                                                         | kiesett                                                                   | kiesett           | kiesett           | kiesett           | kiesett           | 33.      |
| Nicolás Jarry Alejandro Tabilo | Páros       |                                      | Olaszország (ITA) · Luciano Darderi · Lorenzo Musetti · 6–3, 6–7(5–7), [10]–[5] | Csehország (CZE) · Tomáš Macháč · Adam Pavlásek · 7–5, 6–7(6–8), [4]–[10] | kiesett           | kiesett           | kiesett           | kiesett           | 9.       |

## Triatlon
Egyéni
| Versenyző      | Versenyszám | 1,5 km úszás | Depózás 1 | 40 km kerékpározás | Depózás 2 | 10 km futás | Összesítés | Összesítés |
| Versenyző      | Versenyszám | Idő          | Idő       | Idő                | Idő       | Idő         | Idő        | Helyezés   |
| -------------- | ----------- | ------------ | --------- | ------------------ | --------- | ----------- | ---------- | ---------- |
| Diego Moya     | Férfi       | 21:05        | 0:51      | 51:31              | 0:26      | 33:54       | 1:47:47    | 28.        |
| Gaspar Riveros | Férfi       | 22:14        | 0:50      | 53:47              | 0:28      | 32:29       | 1:49:48    | 38.        |

## Úszás
Férfi
| Versenyző         | Versenyszám | Előfutam | Előfutam | Előfutam | Döntő   | Döntő    |
| Versenyző         | Versenyszám | Idő      | Hely.    | Össz.    | Idő     | Helyezés |
| ----------------- | ----------- | -------- | -------- | -------- | ------- | -------- |
| Eduardo Cisternas | 400 m gyors | 3:51,29  | 2.       | 25.      | kiesett | kiesett  |

Női
| Versenyző       | Versenyszám  | Előfutam | Előfutam | Előfutam | Döntő   | Döntő    |
| Versenyző       | Versenyszám  | Idő      | Hely.    | Össz.    | Idő     | Helyezés |
| --------------- | ------------ | -------- | -------- | -------- | ------- | -------- |
| Kristel Köbrich | 800 m gyors  | 8:46,46  | 8.       | 15.      | kiesett | kiesett  |
| Kristel Köbrich | 1500 m gyors | 16:27,18 | 2.       | 14.      | kiesett | kiesett  |

## Vitorlázás
Férfi
| Versenyző       | Versenyszám    | Futam | Futam | Futam | Futam | Futam | Futam | Futam | Futam | Futam | Futam | Futam | Pontszám | Helyezés |
| Versenyző       | Versenyszám    | 1     | 2     | 3     | 4     | 5     | 6     | 7     | 8     | 9     | 10    | É     | Pontszám | Helyezés |
| --------------- | -------------- | ----- | ----- | ----- | ----- | ----- | ----- | ----- | ----- | ----- | ----- | ----- | -------- | -------- |
| Clemente Seguel | ILCA 7 (Laser) | 3     | 28    | 18    | 10    | 8     | 17    | 18    | 9     | X     | X     | 12    | 94       | 8.       |

Női
| Versenyző          | Versenyszám           | Futam | Futam | Futam | Futam | Futam | Futam | Futam | Futam | Futam | Futam | Futam   | Pontszám | Helyezés |
| Versenyző          | Versenyszám           | 1     | 2     | 3     | 4     | 5     | 6     | 7     | 8     | 9     | 10    | É       | Pontszám | Helyezés |
| ------------------ | --------------------- | ----- | ----- | ----- | ----- | ----- | ----- | ----- | ----- | ----- | ----- | ------- | -------- | -------- |
| María José Poncell | ILCA 6 (Laser radial) | 37    | 42    | 37    | 36    | 39    | 37    | 27    | 37    | 28    | X     | kiesett | 278      | 38.      |

X - törölt futam

## Vívás
Női
| Versenyző         | Versenyszám | Selejtező         | 32-es főtábla            | Nyolcaddöntő      | Negyeddöntő       | Elődöntő          | Bronz- mérkőzés   | Döntő             | Helyezés |
| Versenyző         | Versenyszám | Ellenfél Eredmény | Ellenfél Eredmény        | Ellenfél Eredmény | Ellenfél Eredmény | Ellenfél Eredmény | Ellenfél Eredmény | Ellenfél Eredmény | Helyezés |
| ----------------- | ----------- | ----------------- | ------------------------ | ----------------- | ----------------- | ----------------- | ----------------- | ----------------- | -------- |
| Arantza Inostroza | Tőr, egyéni | erőnyerő          | Jessica Guo (CAN) · 7–15 | kiesett           | kiesett           | kiesett           | kiesett           | kiesett           | 26.      |